# ألتراس وينرز
ألتراس وينرز هي مجموعة جماهير المساندة لنادي الوداد الرياضي  تأسَّست في 13 نوفمبر 2005 على يد شباب عاشقين للفريق. صُنّفت ألتراس وينرز كأفضل ألتراس في العالم عام 2023/2022/2019/2015 من قِبل موقع «أولترا وورد» (بالإنجليزية: Ultras World) المتخصّص في أخبار الألتراس.
المنتسبون لألتراس وينرز يتكلفون بتنشيط الميادين سواءً داخل مدينة الدار البيضاء أو خارجها، وذلك بواسطة الرايات، اللافتات وخصوصًا التيفوهات التي عادةً ما تكونُ عبارةً عن كتابة، رسوم، صور أو أرقام تُشير في كل مرة إلى محطة مهمة في تاريخ النادي أو تذكار لبعض شخصيات الفريق أو اللاعبين، ومثالُ ذلك اللافتة التي غطَّت كل جنبات ملعب محمّد الخامس احتفالًا بمرور 70 سنة على تأسيس النادي، أو اللوحة التي بواسطتها قامت الوينرز بتأبين روح اللاعب يوسف بلخوجة الذي تُوفي على رقعة الميدان حاملًا قميص الوداد، إضافةً إلى رفع الشعارات واللوحات الفنية. تقومُ ألتراس وينرز مند نشأتها وعلى غِرار باقي الألتراسات المغربيّة وحتى العالميّة بإنتاجِ ألبومات موسيقيّة تحتوي على أغاني وأهازيج تتغنَّى بالفريق وتشجع اللاعبين ويتمُّ ترديدها أثناء المقابلات.

## التاريخ

### البداية (2005)
قرّّرت مجموعة من الشباب الذين ينحدرون من مختلف مناطق وأحياء مدينة الدار البيضاء ومن جميع أطياف المجتمع إنشاء مجموعة ألتراس لمساندة الفريق، ولأجل ذلك وتحديدًا في بداية صيف عام 2005 عُقدت عدّة اجتماعات، حيثُ اقترحَ كل مشاركٍ اسمًا للمجموعة، فجرى الاتفاق في نهاية المطاف على اسم وينرز (بالإنجليزية: Winners) الذي يعني «الفائزون». صدرَ أول بَاشْ رسمي (شعار المجموعة) والذي ظهر بالملعب لأول مرة بتاريخ 13 تشرين الثاني/نوفمبر 2005 ضد نادي الجمعية السلاوية (والذي انتهى بهدفٍ نظيفٍ لصالحِ الوداد) إعلانًا بظهور ألتراس وينرز.

### الدعم والمساندة (2006)

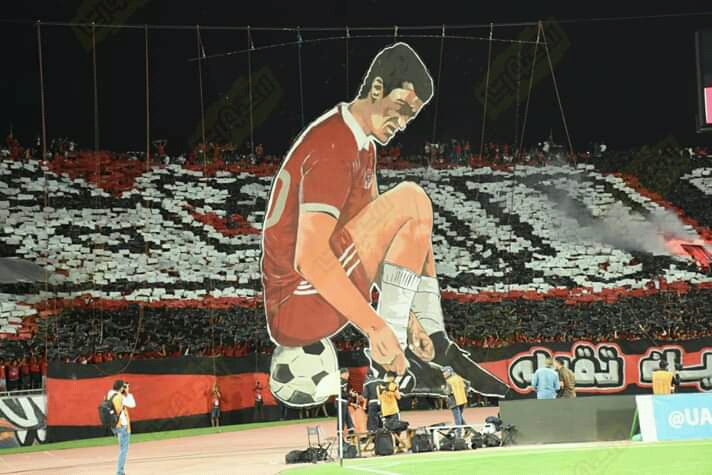
تيفو رفعتهُ إلتراس وينرز خلال مباراة للوداد بعنوان «طال الانتظار» وفيه ذكَّرت الجماهير الرجاويّة بالانسحاب من ديربي عام 1979.

بدأت ألتراس وينرز في مساندة فريقها الوداد ودعمه في المباريات الداخليّة والخارجيّة على حدٍ سواء رغمَ صغر المجموعة في بدايتها، وبحلول عام 2006 بدأت المنافسة بينها وبينَ ألتراس غرين بويز التي تأسَّست في نفس العام ومن نفس المدينة وهي المجموعة المساندة لنادي الرجاء الرياضي الغريم التقليدي للوداد. شهدت سنة 2006 استيلاء ألتراس وينرز على باش أو بانر ألتراس غرين بويز خلال نهائي دوري أبطال العرب 2006 أمام نادي إنبي المصري ففي الوقتِ الذي نزلت فيهِ جماهير الرجاء للاحتفال مع فريقها بالتتويجِ باللقب أُخذَ باش الغرين بويز وصُوّر لاحقًا بشكل مقلوب وهو ما يُعتبَر في عالم الألتراس إهانة كبيرة وحسبَ الأعراف فيتوجَّبُ على الألتراس التي يُؤخذ الباش الخاص بها ويُقلب رأسًا على عقب الانسحاب من عالم الألتراس وحلّ المجموعة، إلّا أن نواة الفصيل الرجاوي رفضوا ذلك على اعتبار أنّ الباش سُرق ولم يؤخذ بالقوّة أساسًا كما لم يُرفَع مقلوبًا في الملعب بل خارجه. مع ذلك فقد كان هذا الحدث حينها أحد الأسباب الرئيسيّة في تأسيسِ فصيل ألتراس إيغلز ثاني أكبر فصيل مساند للرجاء حيث تكوَّن بالأساس من بعض مؤسّسي ومنخرطي الغرين بويز والذين أيّدوا فكرة الانسحاب وتأسيس مجموعة ثانيّة.

### التوسّع والشهرة (2007 – 2008)
أُسّسَ عام 2007 أول فرعٍ للوينرز خارج مدينة الدار البيضاء وهو فرع ريد فرونت أو الجبهة الحمراء باللغة العربية ويجمع هذا الفرع أعضاء الوينرز المتمركزين في جهة الرباط سلا القنيطرة. نجحت مجموعة الوينرز عام 2009 في نهائي كأس العرب للأندية الأبطال أمام الترجي الرياضي التونسي (انتهت مباراة الذهاب بخسارة الوداد بهدف نظيف، وتعادل الاثنان في مباراة الإيّاب بهدف في كلّ شبكة ليخسر الوداد اللقب لصالحِ الفريق التونسي) في إعداد شعار كبير غطَّى تقريبًا كامل جنبات ملعب محمد الخامس.

### الاشتباكات (2009)
استمرَّت المناوشات بين ألتراس وينرز من جهة وألتراس غرين بويز وألتراس إيغلز من جهة ثانيّة خاصّة خلال مباريات الديربي التي تجمعُ الفريقين. اندلعت عام 2009 معركةُ شوارعٍ بين ألتراس الفريقين وخرجت الأمور عن السيطرة بسببِ الأعداد الكبيرة المشاركة في المعارك المتفرّقة والتي شهدت استعمال الأسلحة البيضاء والألعاب الناريّة والحجارة وغيرها.

### محاولات الانقسام (2011 – 2012)
نشبت في وقتٍ ما من عام 2011 انقساماتٌ بين طوائف الوينرز حينما حاولَ أبناء أحد الأحياء الكبيرة في الدار البيضاء من مشجّعي فريق الوداد الانفصال عن مجموعة الوينرز وتأسيس مجموعة جديدة تحملُ الاسم نفسه مع تغييرٍ في الألوان. قُوبلت هذه المحاولة أو المُقترَح بالرفضِ من طرفِ قادة ومنخرطي ألتراس وينرز فنشأت مناوشات بين الاثنين اضطرَّت معها السلطات الأمنيّة في العديد من المباريات خلال موسمي 2011 و2012 إلى إنشاءِ حواجز في المدرجات بين مناصري الوينرز والراغبين في الانقسام. عُقد لاحقًا صلحٌ علني في مباراةٍ في الدوري أمامَ النادي المكناسي وتراجعَ مؤيّدي الانفصال والانقسام عن فكرتهم تلك.

### الاحتجاجات (2013 – 2014)
ازدادت في موسم 2013 – 2014 حدّة المطالب برحيل رئيس الوداد حينها عبد الإله أكرم بعدما حلَّ الفريقُ في المركز السادس مضيّعًا بذلك فرصة المشاركة في دوري أبطال أفريقيا وكأس الاتحاد الأفريقي. قامت الوينرز حينها بعدّد حركات احتجاجيّة أبرزها رفعُ تيفو في مباراةٍ بالبطولة المحليّة أمامَ المغرب الفاسي في المركب الرياضي، والثانية في الديربي أمام الرجاء حيث رفعت الجماهير الوداديّة لافتة كبيرة كُتب عليها بالأبيض والأسود «أكرم ارحل» مطالبًة رئيسها بضرورة مغادرة الفريق، وصعَّدت المجموعة من موقفها حينما قرَّرت مقاطعة جميع مباريات الوداد داخل الميدان وهو ما عجَّل برحيل الرئيس في السنة المواليّة وهي السنة التي سيُتوَّج فيها الوداد بطلًا للدوري بعد غيابٍ دام أربع سنوات.

## التمويل
يعتمدُ تمويلُ المجموعة وعلى غرار باقي الألتراسات على التمويل الذاتي، وذلك عبر فتح بابِ الانخراط السنوي في المجموعة، وبيع المنتوجات التي تكون موجَّهة فقط للأعضاء المنخرطين وأحيانًا لمشجّعي الفريق من غير المنخرطين، كما تعتمدُ المجموعة على مصادر ثانوية للتمويل كمساهمات الخلايا الدوريّة أو ما يُطلق عليه في لغة الألتراس المغربية «الكوتيزاسيون» فضلًا عن عائدات القناة الرسمية للمجموعة على منصّة يوتيوب.

## الأغاني
تنشرُ ألتراس وينرز من فترةٍ لأخرى أغنيّة أو مجموعة أغاني على حسابتها الرسميّة في مواقع التواصل الاجتماعي حتى تُغنيّها لاحقًا في الملعب خلال مباريات الوداد. تُعتبر أغنيّة قلب حزين أحد أشهر أغاني هذا الفصيل، وتنتقدُ الأغنيّة الوضع الاجتماعي بصفة عامّة في المغرب، كما تُحمّل السلطات الحكومية مسؤولية الأوضاع المزرية التي يعيشها الشباب المغاربة، فضلًا عن أغنيّة حُريّة التي يشكو فيها مناصرو الوداد من قمع حرية أعضاء الألتراس ومن معاملة عناصر الأمن لهم، وينتقدون الدولة بشكلٍ مباشرٍ على ما تفعلهُ في المباريات وخارجها.